# Okazaki

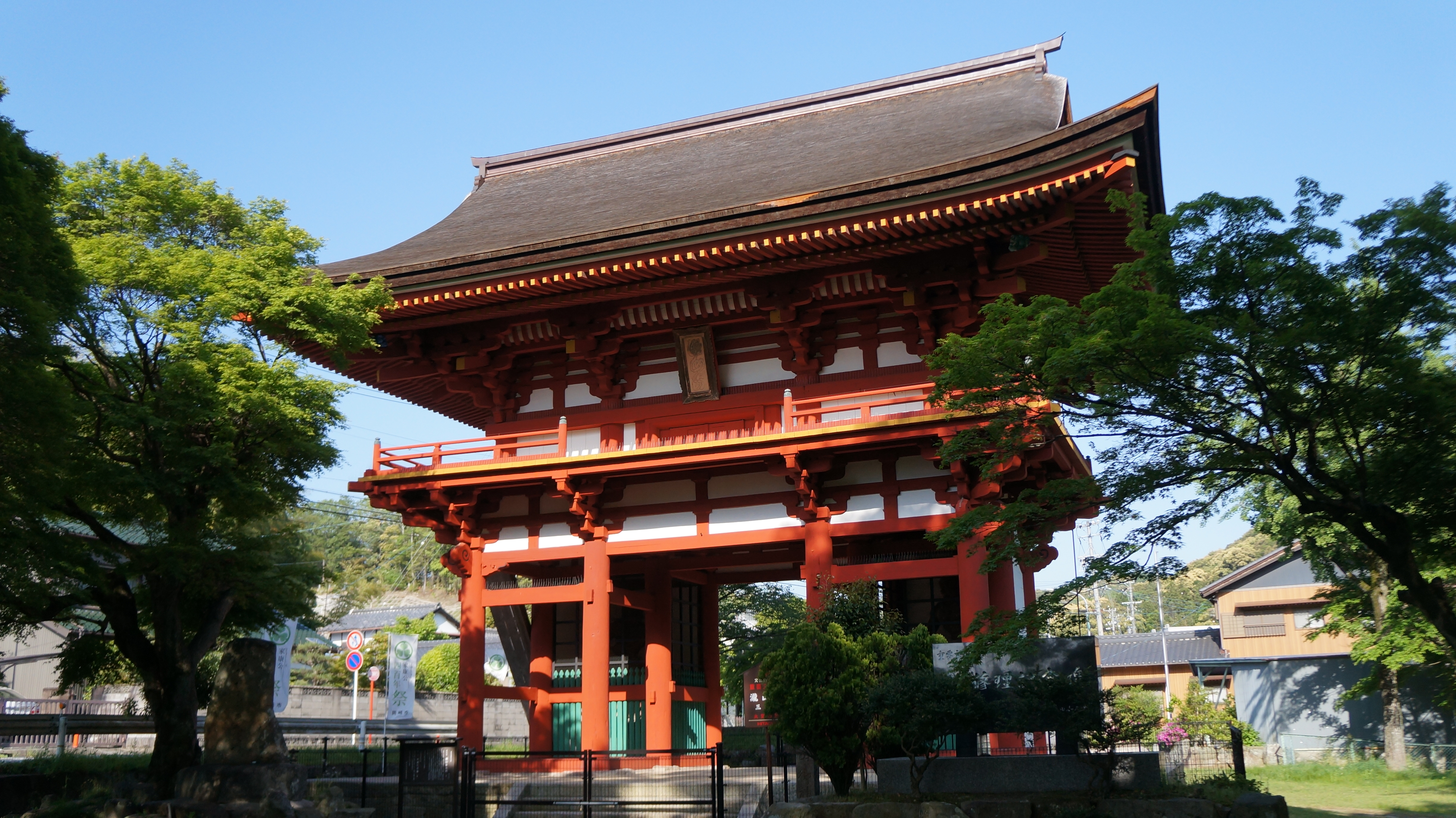
Główna brama (sanmon) świątyni Takisan-ji

Okazaki (jap. 岡崎市 Okazaki-shi) – miasto w Japonii, w prefekturze Aichi, na wyspie Honsiu.

## Położenie
Miasto leży we wschodniej części prefektury Aichi. Sąsiaduje z miastami:
- od północy z Toyotą;
- od wschodu z Shinshiro;
- od południa z Nishio, Kōta, Gamagōri i Toyokawą;
- od zachodu z Anjō.

## Historia
Miasto ma długą i dramatyczną historię sięgającą XV wieku. Znane jest m.in. jako miejsce urodzenia Ieyasu Tokugawy. Do największych atrakcji turystycznych należy zrekonstruowany zamek Okazaki.
Miasteczko powstało 1 października 1889 roku w wyniku połączenia 30 okolicznych wiosek. Okazaki zdobyło prawa miasta 1 lipca 1916 roku. 1 kwietnia 2003 roku miasto zostało jednym z „miast-rdzeni” (chūkaku-shi).

## Kultura i sztuka
Okazaki jest również znane dzięki produkcji prochu do produkcji fajerwerków. Za czasów siogunatu rodu Tokugawa produkcja prochu, poza kontrolowanym przez niego obszarem, została bardzo ograniczona. 
Corocznie, w pierwszą sobotę sierpnia, wokół zamku odbywa się wielki pokaz fajerwerków w ramach letniego festiwalu, na który przyjeżdżają turyści z całej Japonii.
Świątynia buddyjska Takisan-ji (z VII wieku, zbudowana na polecenie cesarza Tenmu, który panował w latach 673–686) i chram Tōshō-gū to historyczne i kulturowe skarby Okazaki. Pierwotna świątynia była centrum kultu przez setki lat, aż do okresu Nara.
Świątynię Takisan-ji zbudował mnich Kanden, kuzyn Yoritomo Minamoto (1147–1199), pierwszego shōguna okresu Kamakura (1185–1333). Jego włosy i zęby są umieszczone wewnątrz statui Kannon, bogini miłosierdzia, wyrzeźbionej tak, aby dopasować ją do wzrostu Yoritomo. Brama sanmon i główny pawilon zostały również uznane za zabytki kultury narodowej i przykłady architektury okresu Kamakura.
Brama główna sanmon została zbudowana w 1267 roku przez Mitsunobu Fujiwarę. Opowieść głosi, że niektóre z podpór dachowych bramy zostały umieszczone tyłem do przodu i ze wstydu Mitsunobu popełnił samobójstwo, skacząc z górnego piętra. Drzewo kamelii zasadzone w miejscu, gdzie zmarł, rozkwitało co roku, ale nigdy nie dało owoców. 
Przylegający do świątyni Takisan-ji, chram shintō o nazwie Tōshō-gū, został zbudowany w 1646 roku na polecenie Iemitsu Tokugawy i poświęcony jego dziadkowi Ieyasu. Uważa się, że jest to jeden z trzech najważniejszych chramów Tōshō-gū w Japonii oprócz Nikkō Tōshō-gū (prefektura Tochigi)  i Kunō-zan Tōshō-gū (prefektura Shizuoka).
Cały ten kompleks sanktuariów – buddyjskiego i shintō – organizuje co roku w lutym Festiwal Ognia i Demonów. Częścią festiwalu są błogosławieństwa dla mężczyzn w wieku 42, 25 i 12 lat. Trzej mężczyźni noszą ceremonialne maski: najstarszy (42 lata) – dziadka, 25-letni – babci, a młody chłopiec nosi maskę wnuka. Ponadto, około 30 mężczyzn, którzy urodzili się w tym samym roku chińskiego znaku zodiaku, co rok festiwalu, bierze udział w ceremonii trzymając płonące pochodnie. Festiwal słynie w regionie Mikawa jako tradycyjna ceremonia religijna powitania wiosny.

## Gospodarka
W mieście rozwinął się przemysł włókienniczy, spożywczy, maszynowy, chemiczny oraz precyzyjny.

## Populacja
Zmiany w populacji Okazaki w latach 1970–2015:
| Rok  | Populacja |
| ---- | --------- |
| 1970 | 219 092   |
| 1975 | 243 156   |
| 1980 | 271 243   |
| 1985 | 294 406   |
| 1990 | 316 334   |
| 1995 | 332 136   |
| 2000 | 345 997   |
| 2005 | 363 807   |
| 2010 | 372 472   |
| 2015 | 381 051   |

## Galeria

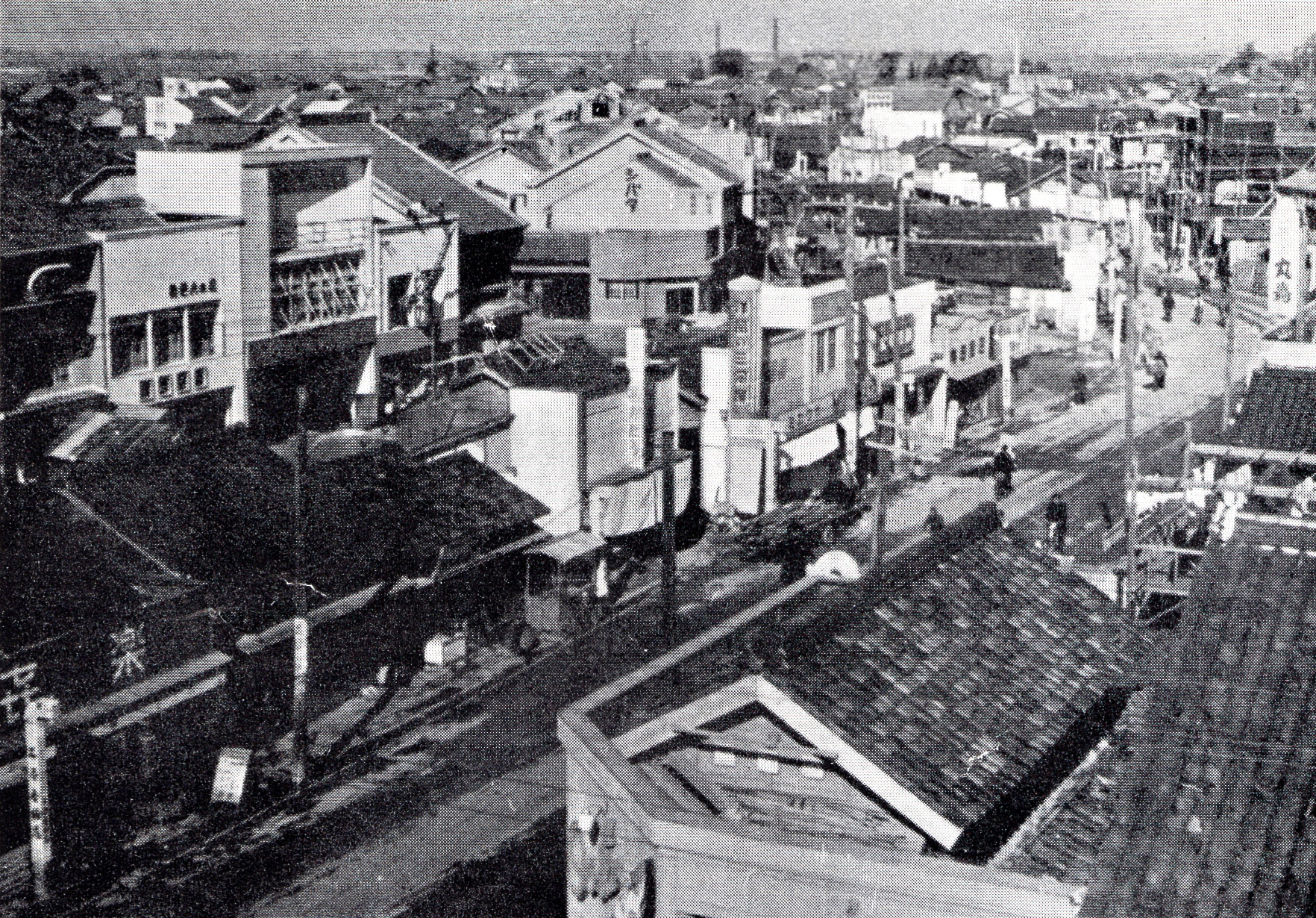
Okazaki w 1950 r.
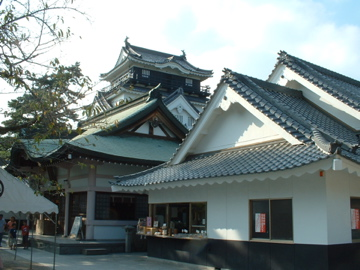
Zamek Okazaki
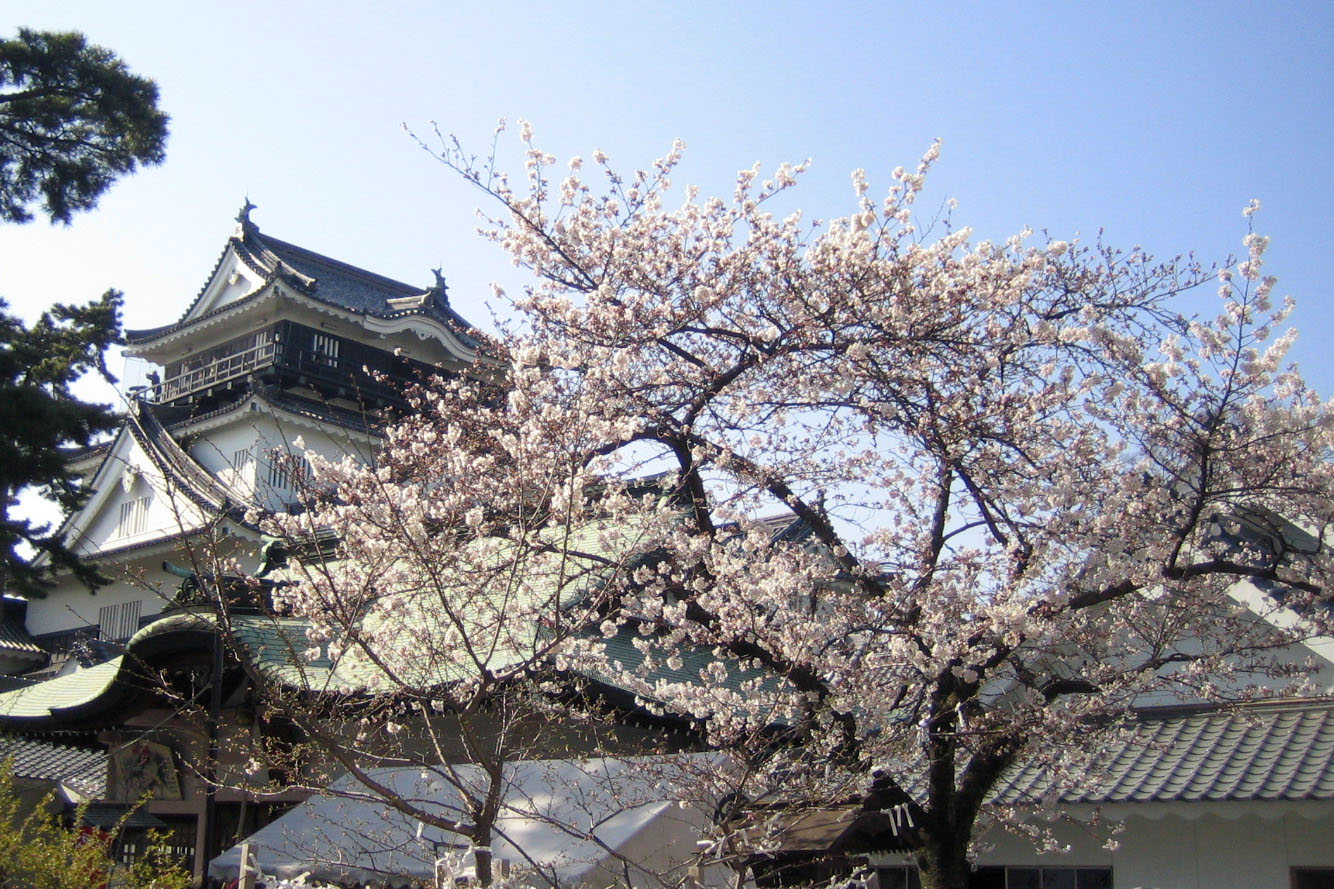
Zamek Okazaki i sakura
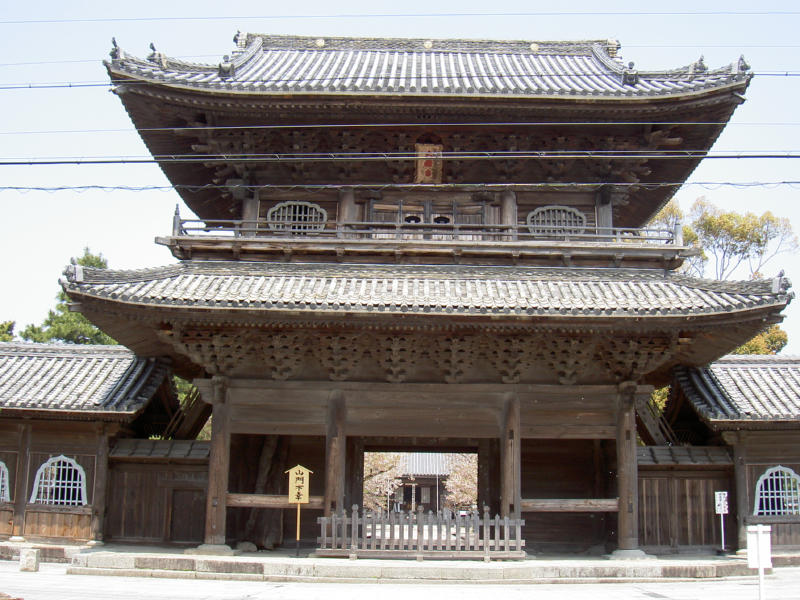
Główna brama (sanmon) świątyni buddyjskiej Daijū-ji
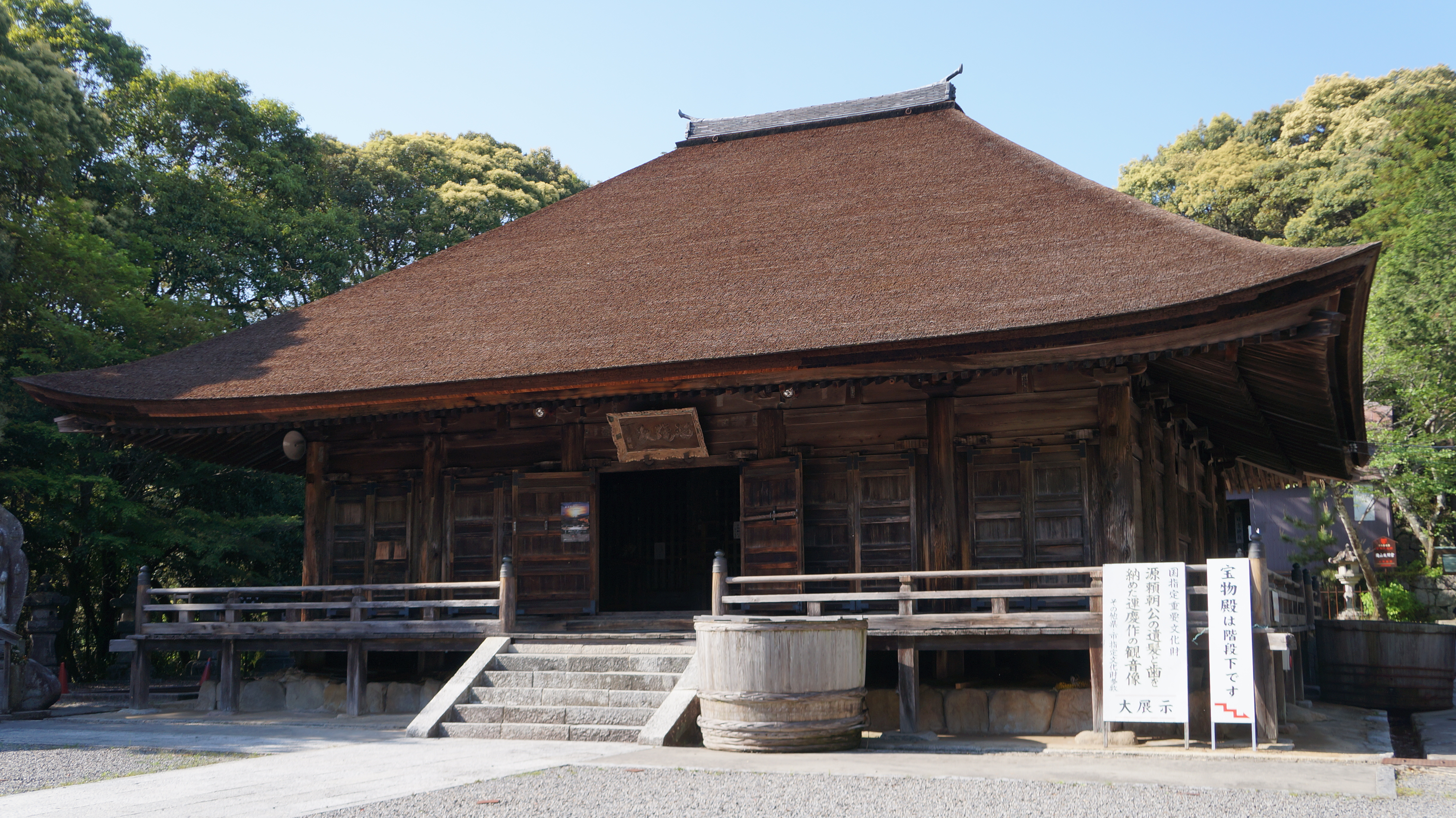
Główny pawilon (hondō) świątyni buddyjskiej Takisan-ji
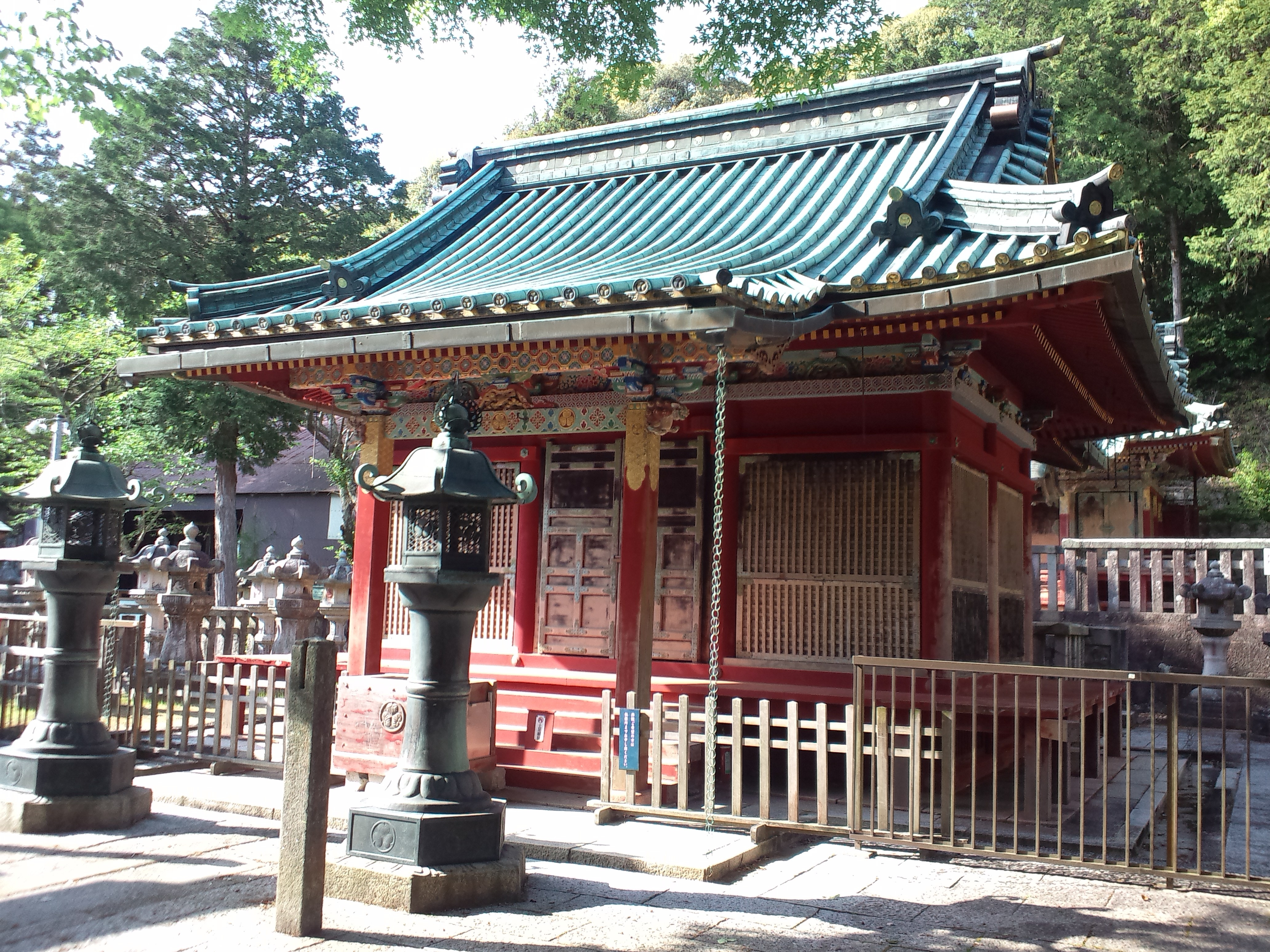
Pawilon modlitwy (haiden) chramu shintō Takisan Tōshō-gū
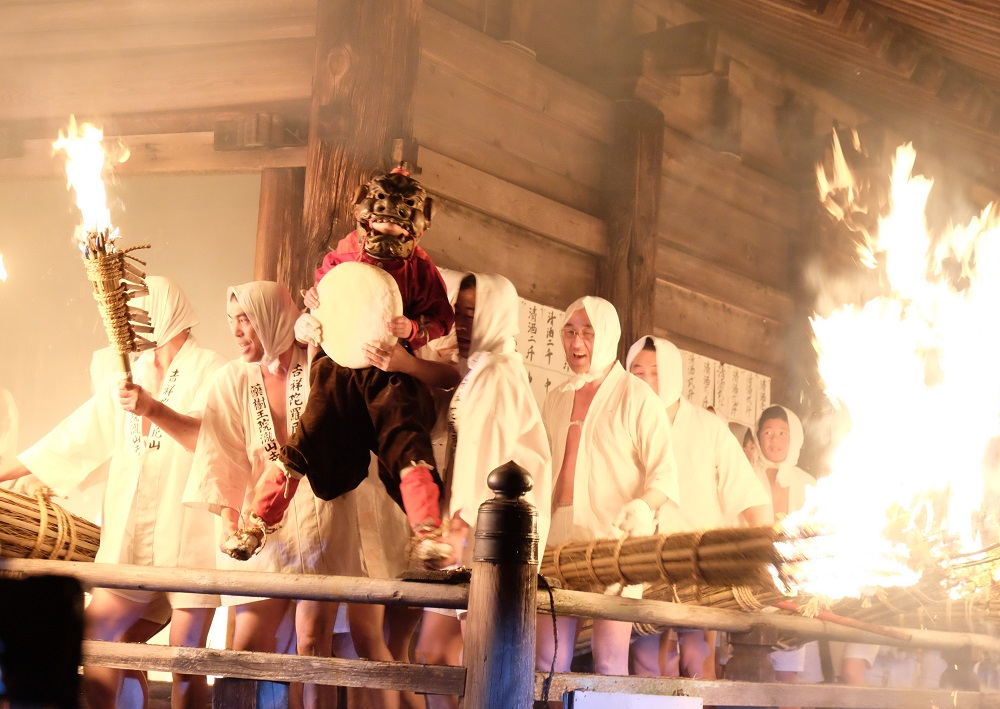
Festiwal Demonów
Rzeka Oto (Oto-gawa)

## Miasta partnerskie
- Stany Zjednoczone: Newport Beach (Kalifornia)
- Szwecja: Uddevalla
- Chiny: Hohhot